# Automeris anika
Automeris anika é uma espécie de mariposa do gênero Automeris, da família Saturniidae.
Sua ocorrência foi registrada no México, na província de Oaxaca, Sierra Juarez, a 1800 m de altitude.